# USS Mesa Verde (LPD-19)
Le USS Mesa Verde (LPD-19) est le troisième de la classe San Antonio et premier dans la marine des États-Unis pour être nommé pour le parc national de Mesa Verde au Colorado. Le navire est conçu pour déployer un bataillon de 800 Marines américains.